# Notolabrus inscriptus
Notolabrus inscriptus är en fiskart som först beskrevs av Richardson, 1848.  Notolabrus inscriptus ingår i släktet Notolabrus och familjen läppfiskar. IUCN kategoriserar arten globalt som livskraftig. Inga underarter finns listade i Catalogue of Life.